# Chiquinho (romance)
Chiquinho é um romance de Baltasar Lopes da Silva, publicado em 1947. É provavelmente a obra de literatura mais conhecida de Cabo Verde, que marcou o início da literatura tipicamente cabo-verdiana, cobrindo temas locais e da cultura crioula, isto no contexto do movimento mais amplo e com o mesmo objectivo, conhecido como Claridade, no qual, além de Baltazar Lopes, participaram Manuel Lopes e Jorge Barbosa, como membros fundadores da revista que deu nome ao movimento e principais activistas do mesmo.
O romance está dividido em três partes: "Infância", "São Vicente" e "As águas". O livro é dedicado à memória do grande filólogo Leite de Vasconcelos, professor do autor.

## Enredo

### "Infância"
Chiquinho nasceu e viveu sua infância na casa construída pelo avô em São Nicolau, mais especificamente no Caleijão, em meio às roças.. Seu pai parte para os Estados Unidos em busca de melhores condições de vida. O interesse do protagonista pela narrativa se dá desde cedo, com as estórias contadas por sua avó ( "Mamãe Velha") e Nhá Rosa Calita. A partir do momento em que começa a frequentar o Liceu e estudar, Chiquinho começa a vislumbrar melhores possibilidades para si. Ele também passa a ler as cartas que os emigrados na América enviavam a seus parentes na ilha

### "São Vicente"
Chiquinho parte para São Vicente, onde estuda no Liceu. Lá, junto aos amigos Andrezinho, Nonó, Humberto e Alcides, funda o Grêmio Cultural Cabo-Verdiano e o jornal Folha Acadêmica, no qual o grupo discute a situação do país. Chiquinho se propõe a escrever ensaios sobre a vida em São Nicolau e a compilar uma antologia popular cabo-verdiana.

### "As Águas"
Recém saído do Liceu e de volta à ilha natal, Chiquinho é confrontado com a falta de perspectiva profissional e a situação social precária dos habitantes do local, assolados pela fome e a seca. Sem conseguir auxiliar sua família com seu salário de professor no posto de ensino (no qual há uma grande evasão escolar), Chiquinho acaba ele próprio emigrando para os Estados Unidos.

## Personagens
- Chiquinho - narrador, moço natural da ilha de Ilha de São Nicolau de família remediada. Vai estudar para ilha de São Vicente. Torna-se mestre-escola num minúsculo posto.
- Nhá Rosa calita - Contadora de Histórias[3]
- Totone Menga-Menga - profeta popular (curandeiro)[3]
- Chic'Ana - amigo da família de Chiquinho[3]
- Andrezinho, Nonó, Humberto e Alcides - amigos de Chiquinho no Liceu de São Vicente[4]
- Mané Quim (Chuva Braba) - tem o dilema de abandonar ou não as suas terras de Santo Antão.
- Tio Joca

## Análises e Influência
"Chiquinho" é considerado um marco da literatura cabo-verdiana. Além de edições em Cabo Verde e Portugal, o livro também foi traduzido para o checo, o francês, o italiano e o russo.
Leão Lopes considera que o livro tem elementos autobiográficos de Baltasar Lopes da Silva, como por exemplo o paralelo da publicação criada pelos personagens do livro com a revista Claridade.
Enquanto Onésimo Silveira vê o evasionismo presente em "Chiquinho" e em outras obras do grupo de autores ligados à Claridade como um escapismo dos problemas de Cabo Verde, Alexandre Ferreira Martins vê no personagem título uma busca por uma prosperidade intelectual e pessoal sem se esquecer das raízes e das origens, amenizando o cunho negativo e resignado do termo evasionismo.
O cientista Orlando Ribeiro inspirou-se largamente nas páginas deste romance para  escrever um capítulo do seu livro A Ilha do Fogo e as suas erupções.

René Pélissier, historiador da África ibérica no século XIX, escreveu: «Há neste livro páginas que mereciam figurar numa antologia do sofrimento».